# U22-Leichtathletik-Länderkampf der Männer und Frauen 1992 Deutschland – Gemeinschaft Unabhängiger Staaten – Großbritannien
| 3. Leichtathletik-Länderkampf mit deutscher Beteiligung 1992                                               | 3. Leichtathletik-Länderkampf mit deutscher Beteiligung 1992 |
| --- | ------------------------------------------------------------ |
| |                                                              |
| U22-Ländervergleich der Männer und Frauen Deutschland – Gemeinschaft Unabhängiger Staaten – Großbritannien |                                                              |
| Austragungsort                                                                                             | Ulm                                                          |
| Wettbewerbe                                                                                                | Männer: 19 / Frauen: 16                                      |
| Datum | 4. Juli                                                      |
| 1. GUS 2. GER 3. GBR                                                                                       | 279,0 Punkte 238,5 Punkte 219,5 Punkte                       |
| 0Teilwertung U22-Männer                                                                                    | 1. GUS0000148,0 P 2. GBR0000134,0 P 3. GER0000113,0 P        |
| 0Teilwertung U22-Frauen                                                                                    | 1. GUS0000131,0 P 2. GER0000115,5 P 3. GBR0000085,5 P        |
| Chronik |                                                              |
| ← GER-GUS (M/F)                                                                                            | GER-FRA-RUS-SUI00 Mehrkampf00 (M/F/U21-Jun/U21-Jun-innen) →  |

Der dritte Vergleich des Länderkampfjahres 1992 bestand in einem Länderkampf mit dem allgemeinen leichtathletischen Programm. Am 4. Juli trafen sich die U22-Leichtathleten aus Deutschland, der Gemeinschaft Unabhängiger Staaten (GUS) und Großbritannien in Ulm.

## Modus
Außer im Laufbereich, im Gehen und Mehrkampf wurden bei den U22-Männern alle olympischen Wettbewerbe ausgetragen, insgesamt neunzehn Disziplinen gab es. Anstelle der beiden Bahnlangstrecken über 5000 und 10.000 Meter stand ein Rennen über 3000 Meter auf dem Programm. So fehlten im Männerbereich aus dem olympischen Wettbewerbskatalog nur der 5000- und 10.000-Meter-Lauf, der Marathonlauf, das 20- und 50-km-Gehen sowie der Zehnkampf. Bei den Frauen wurden außer dem Siebenkampf alle fünfzehn damaligen olympischen Frauenwettbewerbe ausgetragen. Darüber hinaus fand als sechzehnte Disziplin zum ersten Mal in einem Länderkampf der Dreisprung, der 1996 in den olympischen Katalog für Frauen aufgenommen wurde, bei einem Länderkampf statt.
Jedes Team startete mit zwei Teilnehmern je Wettbewerb. In den Einzelwettbewerben wurde nach folgendem System gewertet: 1. Platz: 7 Punkte / 2. Pl.: 5 P / 3. Pl.: 4 P / 4. Pl.: 3 P / … In den Staffeln wurden sieben zu vier zu zwei Punkte vergeben.

## Ergebnis
Bei den Männern gab es im Laufbereich drei Disziplingewinne für Großbritannien, zwei für Deutschland und einen für das GUS-Team Darüber hinaus teilte sich Großbritannien zwei Siege mit der GUS und einen mit Deutschland. Die Briten entschieden beide Staffeln für sich. Im Bereich Sprung errangen die drei Länder jeweils eine Disziplinwertung, den vierten Sieg teilten sich Großbritannien und die GUS. In der Kategorie Wurf/Stoß verbuchte die GUS-Mannschaft alle vier Wettbewerbsgewinne für sich. In der Teilbereichswertung lag die GUS mit 148 Punkten vor Großbritannien (134 Punkte) und Deutschland (113 Punkte).
Bei den Frauen erreichte das GUS-Team im Laufbereich vier Siege, Großbritannien zwei und Deutschland einen. Die GUS und Großbritannien gewannen je eine Staffel. Bei den Sprüngen entschieden die Leichtathletinnen der GUS zwei Disziplinen für sich, die Wertung des zum ersten Mal in einem Länderkampf praktizierten Dreisprungs teilten sich Deutschland und die GUS. In der Kategorie Wurf/Stoß gewann Deutschland alle drei Wettbewerbe. Damit ging auch die Teilwertung der Frauen mit 131,0 Punkten an das GUS-Team. Deutschland kam mit 115,5 Punkten auf den zweiten Platz vor Großbritannien (85,5 Punkte).
Die Gesamtwertung brachte einen Sieg für die Gemeinschaft Unabhängiger Staaten mit 279,0 Punkten. Für Deutschland reichte es mit 238,5 Punkten zu Platz zwei. Großbritannien kam mit 219,5 Punkten auf den dritten Rang.

## Legende
Kurze Übersicht zur Bedeutung der Symbolik – so üblicherweise auch in sonstigen Veröffentlichungen verwendet:
| DNF   | nicht im Ziel (did not finish) |
| NMH   | keine Höhe (No Mark)           |
| ogV   | ohne gültigen Versuch          |
| k. A. | keine Angabe                   |

## Resultate Männer

### Teilwertung
| Platz | Land                              | Punkte |
| ----- | --------------------------------- | ------ |
| 1     | Gemeinschaft Unabhängiger Staaten | 148    |
| 2     | Großbritannien                    | 134    |
| 2     | Deutschland                       | 113    |

### 100 m
| Platz | Athlet                  | Land | Zeit (s) |
| ----- | ----------------------- | ---- | -------- |
| 1     | Jason Livingston        | GBR  | 10,27    |
| 2     | Konstantin Gramatzki    | GUS  | 10,29    |
| 3     | Jason John              | GBR  | 10,39    |
| 4     | Alexander Seschlischkow | GUS  | 10,47    |
| 5     | Christian Konieczny     | GER  | 10,59    |
| 6     | Sören Heinze            | GER  | 10,75    |

Wind: ±0,0 m/s

### 200 m
| Platz | Athlet             | Land | Zeit (s) |
| ----- | ------------------ | ---- | -------- |
| 1     | Andrzei Grigorjew  | GUS  | 20,87    |
| 2     | Stephen Gookey     | GBR  | 20,99    |
| 3     | Alexander Lack     | GER  | 20,99    |
| 4     | Jason Livingston   | GBR  | 21,09    |
| 5     | Michael Kock       | GER  | 21,45    |
| 6     | Jaroslaw Schewtsow | GUS  | 21,73    |

Wind: +0,1 m/s

### 400 m
| Platz | Athlet                  | Land | Zeit (s) |
| ----- | ----------------------- | ---- | -------- |
| 1     | David McKenzie          | GBR  | 46,21    |
| 2     | Florian Hennig          | GER  | 46,59    |
| 3     | Sascha von Weschpfennig | GER  | 47,05    |
| 4     | Peter Zhelezny          | GUS  | 47,39    |
| 5     | Gregor McMillan         | GBR  | 47,41    |
| 6     | Witali Wanjuschkin      | GUS  | 47,65    |

### 800 m
| Platz | Athlet           | Land | Zeit (min) |
| ----- | ---------------- | ---- | ---------- |
| 1     | Craig Winrow     | GBR  | 1:47,73    |
| 2     | Andrew Lill      | GBR  | 1:47,77    |
| 3     | Mark Eplinius    | GER  | 1:47,89    |
| 4     | Jörg Schneider   | GER  | 1:49,09    |
| 5     | Juri Tatarschuk  | GUS  | 1:49,31    |
| 6     | Alexei Olejnikow | GUS  | 1:50,4     |

### 1500 m
| Platz | Athlet          | Land | Zeit (min) |
| ----- | --------------- | ---- | ---------- |
| 1     | Iwan Komar      | GUS  | 3:49,12    |
| 2     | Gary Lough      | GBR  | 3:50,72    |
| 3     | Andrew Keith    | GBR  | 3:51,80    |
| 4     | Claus Wittekind | GER  | 3:52,34    |
| 5     | Oleg Tkalenko   | GUS  | 3:52,68    |
| 6     | Mirco Döring    | GER  | 3:55,48    |

### 3000 m
| Platz | Athlet              | Land | Zeit (min) |
| ----- | ------------------- | ---- | ---------- |
| 1     | Alexander Mikitenko | GUS  | 7:59,07    |
| 2     | Keith Cullen        | GBR  | 8:01,59    |
| 3     | James Campbell      | GBR  | 8:05,19    |
| 4     | Sergei Fedotow      | GUS  | 8:12,55    |
| 5     | Kim Bauermeister    | GER  | 8:18,05    |
| 6     | Marc Blockhaus      | GER  | 8:30,35    |

### 110 m Hürden
| Platz | Athlet              | Land | Zeit (s) |
| ----- | ------------------- | ---- | -------- |
| 1     | Mike Fenner         | GER  | 13,75    |
| 2     | Jewgeni Petschonkin | GUS  | 13,77    |
| 3     | Eric Kaiser         | GER  | 13,81    |
| 4     | Jonathan Hazel      | GBR  | 14,29    |
| 5     | Colin Bovell        | GBR  | 14,55    |
| 6     | Oleg Rakow          | GUS  | 15,81    |

Wind: −2,0 m/s

### 400 m Hürden
| Platz | Athlet                 | Land | Zeit (s) |
| ----- | ---------------------- | ---- | -------- |
| 1     | Jochen Zebisch         | GER  | 50,93    |
| 2     | Tim Gwynne             | GBR  | 51,71    |
| 3     | Hendrik Willems        | GER  | 51,77    |
| 4     | Wjatscheslaw Orinschuk | GUS  | 52,37    |
| 5     | Oleg Rakow             | GUS  | 52,73    |
| 6     | Neil Gardner           | GBR  | 53,15    |

### 3000 m Hindernis
| Platz | Athlet            | Land | Zeit (min) |
| ----- | ----------------- | ---- | ---------- |
| 1     | Spencer Duval     | GBR  | 8:52,14    |
| 2     | Alistair O’Connor | GBR  | 8:53,16    |
| 3     | Witali Meltsajew  | GUS  | 8:56,04    |
| 4     | Nikolaj Wasiljew  | GUS  | 9:00,46    |
| 5     | Dirk Lösel        | GER  | 9:02,90    |
| 6     | Holger Ross       | GER  | 9:14,54    |

### 4 × 100 m Staffel
| Platz | Besetzung                               | Land                                                                  | Zeit (s) |
| ----- | --------------------------------------- | --------------------------------------------------------------------- | -------- |
| 1     | Gemeinschaft 000Unabhängiger 000Staaten | Jaroslaw Schewtsow Schlischkow Andrzei Grigorjew Konstantin Gramatzki | 39,24    |
| 2     | Großbritannien                          | Jason Livingston Jason John Stephen Gookey Alex Fugallo               | 39,45    |
| DNF   | Deutschland                             | Sören Heinze Alexander Lack Christian Konieczny Guido Kluth           |          |

### 4 × 400 m Staffel
| Platz | Besetzung                               | Land                                                           | Zeit (min) |
| ----- | --------------------------------------- | -------------------------------------------------------------- | ---------- |
| 1     | Deutschland                             | Sascha von Weschpfennig Ralph Lenzke Bodo Unger Florian Hennig | 3:08,65    |
| 2     | Gemeinschaft 000Unabhängiger 000Staaten | Peter Zhelezny Andrzei, Platonow Schirinski Witali Wanjuschkin | 3:08,6815  |
| 3     | Großbritannien                          | Kevin Williams Davies Gregor McMillan David McKenzie           | 3:09,33    |

### Hochsprung
| Platz | Athlet                | Land | Höhe (m) |
| ----- | --------------------- | ---- | -------- |
| 1     | Konstantin Matusevich | GUS  | 2,22     |
| 2     | Steve Smith           | GBR  | 2,16     |
| 3     | Martin Stich          | GER  | 2,13     |
| 4     | Wolfgang Kreißig      | GER  | 2,13     |
| 5     | Wladimir Kostenko     | GUS  | 2,13     |
| 6     | Andrew Lynch          | GBR  | 2,05     |

### Stabhochsprung
| Platz | Athlet             | Land | Höhe (m) |
| ----- | ------------------ | ---- | -------- |
| 1     | Gennadi Woronin    | GUS  | 5,30     |
| 2     | Neil Winter        | GBR  | 5,30     |
| 3     | Stefan Diebler     | GER  | 5,20     |
| 4     | Warren Suey        | GBR  | 5,00     |
| NMH   | Werner Holl        | GER  | ogV      |
| NMH   | Andrei Tivontschik | GUS  | ogV      |

### Weitsprung
| Platz | Athlet             | Land | Weite (m) |
| ----- | ------------------ | ---- | --------- |
| 1     | Georg Ackermann    | GER  | 7,90      |
| 2     | Alexander Scharkow | GUS  | 7,80      |
| 3     | André Müller       | GER  | 7,71      |
| 4     | Wayne Griffith     | GBR  | 7,59      |
| 5     | Alexander Pototski | GUS  | 7,54      |
| 6     | Steven Philips     | GBR  | 7,25      |

### Dreisprung
| Platz | Athlet           | Land | Weite (m) |
| ----- | ---------------- | ---- | --------- |
| 1     | Julian Golley    | GBR  | 16,70     |
| 2     | Denis Kapustin   | GUS  | 16,43     |
| 3     | Sergei Arzamasow | GUS  | 16,36     |
| 4     | Tosi Fasinro     | GBR  | 16,18     |
| 5     | Hrvoje Verzi     | GER  | 15,97     |
| 6     | Karsten Richter  | GER  | 15,37     |

### Kugelstoßen
| Platz | Athlet            | Land | Weite (m) |
| ----- | ----------------- | ---- | --------- |
| 1     | Viktor Bulat      | GUS  | 19,05     |
| 2     | Matt Simson       | GBR  | 18,55     |
| 3     | Viktor Kapustin   | GUS  | 18,47     |
| 4     | Ralf Kahles       | GER  | 18,45     |
| 5     | Thorsten Herbrand | GER  | 18,29     |
| 6     | Nigel Spratley    | GBR  | 16,83     |

### Diskuswurf
| Platz | Athlet                    | Land | Weite (m) |
| ----- | ------------------------- | ---- | --------- |
| 1     | Uladsimir Dubrouschtschyk | GUS  | 59,48     |
| 2     | Gennadi Pronko            | GUS  | 58,74     |
| 3     | Glen Smith                | GBR  | 57,82     |
| 4     | Sven Schwarz              | GER  | 56,88     |
| 5     | Andreas Seelig            | GER  | 56,38     |
| 6     | Sven Mark Davies          | GBR  | 49,84     |

### Hammerwurf
| Platz | Athlet           | Land | Weite (m) |
| ----- | ---------------- | ---- | --------- |
| 1     | Alexander Krasko | GUS  | 74,80     |
| 2     | Andrei Budykin   | GUS  | 73,20     |
| 3     | Jason Byrne      | GBR  | 71,48     |
| 4     | Marcel Kunkel    | GER  | 70,56     |
| 5     | Karsten Kobs     | GER  | 70,26     |
| 6     | Peter Vivian     | GBR  | 63,92     |

### Speerwurf
| Platz | Athlet              | Land | Weite (m) |
| ----- | ------------------- | ---- | --------- |
| 1     | Andrei Morusew      | GUS  | 75,04     |
| 2     | Christian Benninger | GER  | 72,60     |
| 3     | Sven Jähnig         | GER  | 72,34     |
| 4     | Aleksei Schepin     | GUS  | 71,30     |
| 5     | Anthony Hatten      | GBR  | 69,08     |
| 6     | Myles Cotrell       | GBR  | 68,72     |

## Resultate Frauen

### Teilwertung
| Platz | Land                              | Punkte |
| ----- | --------------------------------- | ------ |
| 1     | Gemeinschaft Unabhängiger Staaten | 131,0  |
| 2     | Deutschland                       | 115,5  |
| 2     | Großbritannien                    | 085,5  |

### 100 m
| Platz | Athletin           | Land | Zeit (s) |
| ----- | ------------------ | ---- | -------- |
| 1     | Tina Schönmetzler  | GER  | 11,61    |
| 2     | Melanie Paschke    | GER  | 11,63    |
| 3     | Marcia Richardson  | GBR  | 11,63    |
| 4     | Aileen McGillivary | GBR  | 11,67    |
| 5     | Oxana Dudnik       | GUS  | 11,73    |
| 6     | Irina Schernowa    | GUS  | 11,75    |

Wind: +0,6 m/s

### 200 m
| Platz | Athletin           | Land | Zeit (s) |
| ----- | ------------------ | ---- | -------- |
| 1     | Aileen McGillivary | GBR  | 23,66    |
| 2     | Jana Schönenberger | GER  | 23,74    |
| 3     | Julia Sotnikowa    | GUS  | 23,84    |
| 4     | Anja Böhme         | GER  | 23,86    |
| 5     | Paula Cohen        | GBR  | 23,94    |
| 6     | Olga Gorschenina   | GUS  | 24,16    |

Wind: −0,6 m/s

### 400 m
| Platz | Athletin          | Land | Zeit (s) |
| ----- | ----------------- | ---- | -------- |
| 1     | Swetlana Doronina | GUS  | 53,69    |
| 2     | Natalja Scharowa  | GUS  | 53,75    |
| 3     | Gesine Schmidt    | GER  | 53,93    |
| 4     | Claire Raven      | GBR  | 53,99    |
| 5     | Nicola Crowther   | GBR  | 54,21    |
| 6     | Ulrike Grieb      | GER  | 55,71    |

### 800 m
| Platz | Athletin                     | Land | Zeit (min) |
| ----- | ---------------------------- | ---- | ---------- |
| 1     | Birte Bruhns                 | GER  | 2:03,31    |
| 2     | Irina Kosarewa               | GUS  | 2:04,13    |
| 3     | Alla Petuchowa               | GUS  | 2:04,61    |
| 4     | Kelly Holmes                 | GBR  | 2:04,91    |
| 5     | Kristina da Fonseca-Wollheim | GER  | 2:05,99    |
| 6     | Jayne Spark                  | GBR  | 2:06,75    |

### 1500 m
| Platz | Athletin          | Land | Zeit (min) |
| ----- | ----------------- | ---- | ---------- |
| 1     | Una English       | GBR  | 4:17,35    |
| 2     | Anzhelina Kozlowa | GUS  | 4:20,49    |
| 3     | Karen Hartmann    | GER  | 4:25,47    |
| 4     | Elena Mostowaja   | GUS  | 4:26,81    |
| 5     | Gillian Stacey    | GBR  | 4:28,09    |
| 6     | Ulrike Hachmann   | GER  | 4:34,77    |

### 3000 m
| Platz | Athletin             | Land | Zeit (min) |
| ----- | -------------------- | ---- | ---------- |
| 1     | Claudia Dreher       | GER  | 09:23,23   |
| 2     | Lidija Wassilewskaja | GUS  | 09:23,77   |
| 3     | Louise Watson        | GBR  | 09:24,45   |
| 4     | Irina Wolynskaja     | GUS  | 09:42,25   |
| 5     | k. A.                | GBR  | k. A.      |
| 6     | Isabell Müller       | GER  | 10:09,33   |

### 100 m Hürden
| Platz | Athletin              | Land | Zeit (s) |
| ----- | --------------------- | ---- | -------- |
| 1     | Natalja Schechodanowa | GUS  | 13,23    |
| 2     | Elena Alistratenko    | GUS  | 13,45    |
| 3     | Keri Maddox           | GBR  | 13,55    |
| 4     | Mona Steigauf         | GER  | 13,55    |
| 5     | Ilka Röhnisch         | GER  | 13,83    |
| 6     | Angela Thorp          | GBR  | 13,87    |

Wind: −1,3 m/s

### 400 m Hürden
| Platz | Athletin           | Land | Zeit (s) |
| ----- | ------------------ | ---- | -------- |
| 1     | Melly Woronkowa    | GUS  | 55,65    |
| 2     | Tatjana Grigorjewa | GUS  | 56,99    |
| 3     | Amona Schneeweis   | GER  | 57,31    |
| 4     | Sara Elson         | GBR  | 58,19    |
| 5     | Petra Schellenbeck | GER  | 58,63    |
| 6     | Jayne Puckeridge   | GBR  | 60,57    |

### 4 × 100 m Staffel
| Platz | Besetzung                               | Land                                                              | Zeit (s) |
| ----- | --------------------------------------- | ----------------------------------------------------------------- | -------- |
| 1     | Großbritannien                          | Aileen McGillivary Marcia Richardson Paula Cohen Geraldine McLeod | 44,35    |
| 2     | Gemeinschaft 000Unabhängiger 000Staaten | Julia Sotnikowa Irina Schernowa Olga Gorschenina Oxana Dudnik     | 44,69    |
| DNF   | Deutschland                             | Melanie Paschke Bettina Zipp Jana Schönenberger Anja Böhme        |          |

### 4 × 400 m Staffel
| Platz | Besetzung                               | Land                                                             | Zeit (min) |
| ----- | --------------------------------------- | ---------------------------------------------------------------- | ---------- |
| 1     | Gemeinschaft 000Unabhängiger 000Staaten | Swetlana Doronina Siwergewskaja Natalja Scharowa Melly Woronkowa | 3:36,09    |
| 2     | Deutschland                             | Grit Breuer Amona Schneeweis Petra Schellenbeck Gesine Schmidt   | 3:38,45    |
| 3     | Großbritannien                          | Ferrier Nicola Crowther Paula Thomas Claire Raven                | 3:39,19    |

### Hochsprung
| Platz | Athletin          | Land | Höhe (m) |
| ----- | ----------------- | ---- | -------- |
| 1     | Elena Gribanowa   | GUS  | 1,94     |
| 2     | Kerstin Schlawitz | GER  | 1,89     |
| 3     | Julia Bennett     | GBR  | 1,81     |
| 4     | Viktoria Fedorowa | GUS  | 1,81     |
| 5     | Maja Fehrig       | GER  | 1,78     |
| 6     | Kelly Mason       | GBR  | 1,78     |

### Weitsprung
| Platz | Athletin            | Land | Weite (m) |
| ----- | ------------------- | ---- | --------- |
| 1     | Ljudmila Galkina    | GUS  | 6,28      |
| 2     | Joanne Wise         | GBR  | 6,22      |
| 3     | Viktoria Werschinia | GUS  | 6,19      |
| 4     | Anja Vokuhl         | GER  | 5,96      |
| 5     | Katrin Bartschat    | GER  | 5,96      |
| 6     | Oluyinka Idowu      | GBR  | 5,47      |

### Dreisprung
| Platz | Athletin            | Land | Weite (m) |
| ----- | ------------------- | ---- | --------- |
| 1     | Tanja Borrmann      | GER  | 13,30     |
| 2     | Irina Melnikowa     | GUS  | 12,95     |
| 3     | Tatjana Matjaschowa | GUS  | 12,92     |
| 4     | Ashia Hansen        | GBR  | 12,85     |
| 5     | Nkechi Madubuko     | GER  | 12,79     |
| 6     | Connie Henry        | GBR  | 12,14     |

### Kugelstoßen
| Platz | Athletin          | Land | Weite (m) |
| ----- | ----------------- | ---- | --------- |
| 1     | Heike Hopfer      | GER  | 17,83     |
| 2     | Natallia Gurskaja | GUS  | 17,23     |
| 3     | Gabi Völkl        | GER  | 16,65     |
| 4     | Olga Iljina       | GUS  | 16,48     |
| 5     | Alison Gray       | GBR  | 15,17     |
| 6     | Jayne Berry       | GBR  | 14,07     |

### Diskuswurf
| Platz | Athletin            | Land | Weite (m) |
| ----- | ------------------- | ---- | --------- |
| 1     | Anja Gündler        | GER  | 60,16     |
| 2     | Jana Lauren         | GER  | 59,30     |
| 3     | Natalja Koptjusch   | GUS  | 57,78     |
| 4     | Ludmilla Filimonowa | GUS  | 57,62     |
| 5     | Emma Merry          | GBR  | 47,94     |
| 6     | Nicola Talbot       | GBR  | 47,74     |

### Speerwurf
| Platz | Athletin           | Land | Weite (m) |
| ----- | ------------------ | ---- | --------- |
| 1     | Susanne Riewe      | GER  | 60,38     |
| 2     | Wenera Mustakojewa | GUS  | 55,14     |
| 3     | Amanda Liverton    | GBR  | 54,98     |
| 4     | Steffi Nerius      | GER  | 54,52     |
| 5     | Tatjana Sudarikowa | GUS  | 53,56     |
| 6     | Melissa Spackman   | GBR  | 43,58     |